# チャルフォロン
チャルフォロン（伊: Ciarforon）は、イタリア北西部にあるグラン・パラディーゾ山塊 (it:Massiccio del Gran Paradiso) の山。ヴァッレ・ダオスタ州とピエモンテ州の境界に位置する。

## 山小屋
- ヴィットーリオ・エマヌエーレ2世の山小屋 it:Rifugio Vittorio Emanuele II (2,732m)